# Cañada Alejandro
Cañada Alejandro är en ort i Mexiko.   Den ligger i kommunen Heroica Ciudad de Tlaxiaco och delstaten Oaxaca, i den sydöstra delen av landet, 280 km sydost om huvudstaden Mexico City. Cañada Alejandro ligger 2 247 meter över havet och antalet invånare är 197.
Terrängen runt Cañada Alejandro är lite kuperad. Runt Cañada Alejandro är det ganska tätbefolkat, med 83 invånare per kvadratkilometer. Närmaste större samhälle är Heroica Ciudad de Tlaxiaco, 4,2 km öster om Cañada Alejandro. I omgivningarna runt Cañada Alejandro växer huvudsakligen savannskog.